# Cathlacomatup
Cathlacomatup, pleme Multnomah Indijanaca, jezićne porodice chinookan, koje je u vrijeme dolaska ekspedicije Lewisa i Clarka u ranom 17 stoljeću (1806.) živjelo na jugu otoka Sauvie, u današnjem okrugu Multnomah u Oregonu, kraju poznatom kao Columbia Slough. Njihova populacija u tadašnje vrijeme procjenjena je na 170. 